# I'm Not the Only One
〈I'm Not the Only One〉은 영국의 싱어송라이터 샘 스미스가 그들의 데뷔 스튜디오 음반 《In the Lonely Hour》 (2014년)에 녹음한 곡이다. 스미스가 지미 네이프스와 함께 작곡했으며, 스티브 피츠모리스와 함께 이 곡을 프로듀싱하기도 했다. 캐피틀 레코드는 2014년 8월 31일 영국에서 이 음반의 세 번째 싱글로 디지털 다운로드로 발매했고, 2014년 9월 24일, 이 음반은 미국에서 두 번째 싱글로 발매되었고, 미국의 래퍼 에이셉 라키와 함께 얼터너티브 버전도 발매되었다.
관현악 현과 가스펠 구조에 의해 고정된 피아노 솔 발라드인 〈I'm Not the Only One〉는 관계에서 불륜에 대한 주제를 다루고 있으며 스미스와 네이프스가 알고 있는 누군가의 결혼에서 영감을 받았다. 그것은 비평가들로부터 긍정적인 반응을 얻었는데, 비평가들은 그들의 감성적인 보컬과 연주를 칭찬했다. 상업적으로, 이 노래는 영국에서 3위권, 미국에서 5위권, 그리고 10개 이상의 국가에서 10위권 안에 드는 등 스미스의 또 다른 성공을 거두었다. 2014년 8월 1일, 배우 다이애나 에그론과 크리스 메시나가 참여한 뮤직 비디오가 공개되었으며, 노래의 가사와 유사한 내용을 담고 있다.

## 배경 및 발매
이전 싱글들의 성공 이후, 〈Money on My Mind〉와 〈Stay with Me〉는 영국 싱글 차트에서 모두 1위를 차지했고, 후자의 세계적인 히트곡인 스미스는 〈I'm Not Only One〉이 음반의 세 번째 싱글이 될 것이며 영국에서 디지털 다운로드를 위해 2014년 8월 31일에 발매될 것이라고 발표했다. 그들은 이 곡이 그들과 그들의 팬들 모두가 사랑했던 곡들 중 하나였기 때문에 싱글로 발매될 곡을 선택했다. 그들은 "저는 그저 클래식하고 그것에 장수가 있는 노래를 가지고 오고 싶었습니다. 레코드를 들어보면, 제가 생각하기에 라디오에 관한 한 더 안전한 노래가 몇 곡 있습니다. 하지만 저는 진술하고 싶습니다. 저는 또한 사람들이 제가 단지 라디오에서 큰 인기를 얻기 위해 하는 것이 아니라는 것을 알았으면 합니다. 저는 사람들이 이 음반을 구매했으면 좋겠고 '나만 그런 게 아니다'가 음반 판매자인 것 같아요." 2014년 9월 10일, 미국의 래퍼 에이셉 라키가 피처링한 곡의 리믹스 버전이 온라인 음악 상점을 통해 전 세계에 발매되었다. 스미스는 제인 로우가 그들에게 전화를 걸어 그 노래가 힙합 트랙이고 래퍼가 필요하다고 말하는 음성 메일을 남겼고, 그들이 래퍼를 구해 음악의 다른 면을 보여주도록 영감을 주었다고 회상했다. 이 곡은 미국에서 두 번째 싱글로 발매되었으며, 2014년 9월 24일에 어덜트 얼터너티브 라디오로 처음 서비스되었고, 이후 2014년 10월 1일에 핫 어덜트 컨템포러리 히트 라디오로 서비스되었다. 브라질에서 이 노래는 2015년 텔레노벨라 《바빌로니아》에 대한 국제 사운드트랙의 일부였다.

## 차트 성과
그들의 획기적인 싱글 〈Stay with Me〉의 성공에 이어, 〈I'm Not the Only One〉은 여러 나라에서 차트 성공을 거두었다. 영국에서 이 곡은 2014년 6월 1일 음반이 발매되었을 때 영국 싱글 차트에 93위로 진입했고, 2014년 8월 10일 주에 69위로 재진입했다. 2014년 9월 14일 주간 차트 3위에 오를 때까지 차트 상승을 계속했다. 3위에 오르면서, 이 곡은 이 음반의 마지막 두 싱글이 1위에 오른 가수에게 세 번째 톱 3 히트곡이 되었다. 아일랜드에서 이 곡은 6위에 올랐고, 그들의 세 번째 톱 10 히트곡이 되었다. 유럽에서는 덴마크, 이탈리아, 네덜란드에서도 톱10에 진입했다.
미국에서, 〈I'm Not the Only One〉은 비슷한 성공을 공유했다. 〈Stay with Me〉는 빌보드 핫 100에서 69위로 데뷔했으며, 같은 주 동안 〈Latch〉는 20위 안에 들었다. 이 곡은 이후 93위로 다시 등장했고, 4주 만에 25위로 올라섰으며, 그 주의 디지털 판매량에서 가장 큰 상승이 되었다. 그 다음 주, 이 곡은 20위에 올랐고, 그의 네 곡 중 가장 빠른 20위권 진입을 기록했다. 4주 후, 이 곡은 9위로 올라섰고, 스미스는 같은 해 (2014년)에 세 번째 톱 10 싱글을 얻었다. 3개의 톱 10 싱글로, 스미스는 2014년에 이 업적을 달성한 유일한 남자 가수가 되었고, 또한 3개의 골을 넣은 이기 아젤리아나와 4개의 골을 넣은 아리아나 그란데에 이어 2014년 톱 10 싱글로 3위를 차지했다. 그것은 결국 5위로 정점을 찍었고, 그들의 두 번째 톱 5 히트곡이 되었다.
호주에서는 한 자리 차이로 톱10 진입에 실패해 11위로 정점을 찍으며 연속 톱 5 싱글 행진을 마감했지만, 뉴질랜드에서는 이 곡이 3위로 정점을 찍으며 2회 연속 톱3 싱글을 달성했다. 두 나라에서 이 곡은 호주 음반 산업 협회와 리코디드 뮤직 NZ로부터 각각 2× 플래티넘 인증을 받았다. 브라질에서, 이 노래는 그들의 첫 번째 탑 40 히트곡이었고, 39위로 정점을 찍었다. 이 곡은 차트에서 1위를 차지한 남아프리카 공화국과 국제 가요가 1위로 정점을 찍은 대한민국에서도 성공을 거두었다.

## 곡 목록
- 디지털 다운로드 (리믹스)[18]

1. "I'm Not the Only One" (featuring A$AP Rocky) — 3:42

- Digital download (EP)

1. "I'm Not the Only One" (Radio Edit) — 3:24
2. "I'm Not the Only One" (Armand Van Helden Remix) — 6:35
3. "I'm Not the Only One" (Grant Nelson Remix) — 6:47
4. "I'm Not the Only One" (Armand Van Helden's 'DAT SHIZNIT IZ SLAMMIN' Remix) — 4:06

## 인증
| 국가 | 인증        | 판매량/출하량 |
| --- | ----------- | ------------- |
| 오스트레일리아 (ARIA) | 2× 플래티넘 | 140,000^      |
| 캐나다 (뮤직 캐나다) | 2× 플래티넘 | 160,000*      |
| 덴마크 (IFPI Danmark) | 2× 플래티넘 | 120,000^      |
| 독일 (BVMI) | 골드        | 200,000       |
| 이탈리아 (FIMI) | 2× 플래티넘 | 100,000       |
| 멕시코 (AMPROFON) | 플래티넘    | 60,000*       |
| 네덜란드 (NVPI) | 골드        | 10,000^       |
| 뉴질랜드 (RMNZ) | 2× 플래티넘 | 30,000*       |
| 포르투갈 (AFP) | 플래티넘    | 10,000        |
| 대한민국 | —           | 2,500,000     |
| 스페인 (PROMUSICAE) | 골드        | 20,000        |
| 스웨덴 (GLF) | 3× 플래티넘 | 120,000       |
| 스위스 (IFPI 스위스) | 골드        | 15,000        |
| 영국 (BPI) | 3× 플래티넘 | 1,800,000     |
| 미국 (RIAA) | 7× 플래티넘 | 7,000,000     |
| 요약 |             |               |
| 덴마크 (IFPI Danmark) | 골드        | 1,300,000     |
| *판매량을 기반으로 한 인증 · ^출하량을 기반으로 한 인증 · 판매량+스트리밍을 기반으로 한 인증 · 스트리밍을 기반으로 한 인증 |             |               |